# 清瀬マオ
清瀬 マオ（きよせ まお、女性、1985年7月30日 - ）は、日本の小説家、看護師。
神奈川県生れ。東京都在住。看護大学卒業。大学在学中に、2006年「なくこころとさびしさを」で第5回女による女のためのR-18文学賞優秀賞を受賞。

## 著作

### 小説
- なくこころとさびしさを（2010 新潮社 電子書籍）
- あたし、ちょっとマシーン（2011・徳間書店 ISBN 978-4198633233）

### 単行本未収録作品
- 夏のみえる日に 『小説新潮』2006年6月号